# Futurama/Staffel 3
Die dritte Produktionsstaffel von Futurama, einer US-amerikanischen Science-Fiction-Zeichentrickserie, besteht aus 22 Episoden, die erstmals ab dem 21. Januar 2001 beim US-amerikanischen Sender Fox zu sehen waren. Fox strahlte die Folgen aber nicht als zusammenhängende Staffel aus, sondern bildete zusammen mit Episoden anderer Produktionsstaffeln die dritte, vierte und fünfte Sendestaffel.
Einzelne Episoden dieser Staffel wurden mit insgesamt zwei Emmys, drei Annies und einem WGA Award ausgezeichnet, eine weitere Emmy-Nominierung hatte keine Auszeichnung zur Folge.

## Episoden
| Nr. (ges.) | Nr. (St.) | Deutscher Titel                    | Originaltitel                  | Regie                | Drehbuch                                                 | Premiere      | Dt. Premiere  | Untertitel |
| --- | --------- | ---------------------------------- | ------------------------------ | -------------------- | -------------------------------------------------------- | ------------- | ------------- | --- |
| 33 | 3×5       | Amazonen machen Snu Snu            | Amazon Women in the Mood       | Brian Sheesley       | Lewis Morton                                             | 4. Feb. 2001  | 1. Juni 2002  | Ein Sekret der Comedybiene (Secreted by the Comedy Bee)                                                                                          |
| Amy und Leela stürzen zusammen mit Zapp Brannigan und Zapps Assistent Kif bei einem Doppel-Date in einem Restaurantraumschiff auf einen Planeten, auf dem sie von riesigen Amazonen gefangen genommen werden. Als Fry und Bender davon erfahren, fliegen sie los, um die Gruppe zu suchen. Dabei geraten auch sie in die Hände der Amazonen, die die Männer daraufhin zu ihrem Anführer bringen – einem riesigen Weiputer (weiblicher Computer). Die drei Männer (Zapp, Fry und Kif) werden daraufhin zum Tode verurteilt – durch Sex (amazonisch: „Snu Snu“). Nach einiger Zeit stehen diese auch kurz vor dem Ende ihrer Kräfte. Bender schafft es jedoch den weiblichen Computer zu durchschauen, und findet heraus, dass dieser ein normaler weiblicher Roboter ist. Er überzeugt sie, seine Freunde freizulassen und ihm eine große Menge Gold zu besorgen. Amy und Kif kommen schließlich zusammen. |           |                                    |                                |                      |                                                          |               |               | |
| 34 | 3×4       | Im Reich der Parasiten             | Parasites Lost                 | Peter Avanzino       | Eric Kaplan                                              | 21. Jan. 2001 | 18. Feb. 2002 | Falls Sie es nicht unterhaltsam finden, schreiben Sie Ihrem Kongressabgeordneten (If not entertaining, write your congressman)                   |
| In Frys Verdauungstrakt haben wurmartige Parasiten eine Zivilisation errichtet. Sie kümmern sich um ihren Wirtskörper, sodass Fry stärker, schlauer und begabter wird. Das Holophon, ein schwierig zu spielendes Musikinstrument, beherrscht er in kürzester Zeit. Während Leela Fry ablenkt, reist der Rest der Planet-Express-Crew in Form winziger, ferngesteuerter Roboter in Frys Körper, um ihn von den Parasiten zu befreien. Leela gefällt die Veränderung, sie zeigt sich empfänglich für Frys Annäherungsversuche und sabotiert das Vorhaben der anderen. Als Fry jedoch ahnt, dass Leelas Zuneigung weniger seiner Person als dem Beitrag der Parasiten gilt, vertreibt er die Parasiten aus seinem Körper. |           |                                    |                                |                      |                                                          |               |               | |
| 35 | 4×2       | Alle Jahre wieder                  | A Tale of Two Santas           | Ron Hughart          | Bill Odenkirk                                            | 23. Dez. 2001 | 11. Dez. 2002 | Diese Episode wurde ausschließlich von Strumpfpuppen gespielt (This episode performed entirely by sock puppets)                                  |
| Fry, Leela und Bender müssen zu Weihnachten einen Sack Briefe an den Weihnachtsmann liefern. Doch sie wollen nicht nur die Briefe liefern, sondern das Weihnachtsfest so verändern, wie es in Frys Zeit einmal war. Also versuchten sie, den Weihnachtsmann zu zerstören, was ihnen aber nicht gelingt. Sie schaffen es aber, den Weihnachtsmann im Eis festzufrieren. Doch wer soll dann die Geschenke verteilen? Es muss ein Roboter sein. Keine Frage, Bender wird als Weihnachtsmann verkleidet und losgeschickt. In allen Häusern wird er jedoch nur gegrillt, abgeschossen oder verprügelt und danach noch von der Polizei gefasst und zum Tode verurteilt. Fry und Leela wollen dies verhindern, indem sie den echten Weihnachtsmann holen, um Benders Unschuld zu beweisen. Der echte Weihnachtsmann kommt dann auch, aber nicht, um Benders Unschuld zu beweisen, sondern um Weihnachten wieder wie immer zu feiern. Da es aber schon spät ist, bittet er Bender mit ihm die Stadt zu verwüsten, so wie er es jedes Jahr macht. Da kann Bender natürlich nicht nein sagen und hilft mit. |           |                                    |                                |                      |                                                          |               |               | |
| 36 | 3×10      | Das Glück des Philip J. Fry        | The Luck of the Fryrish        | Chris Louden         | Ron Weiner                                               | 11. März 2001 | 6. Juli 2002  | Wird simultan ein Jahr später in der Zukunft gesendet (Broadcast simultaneously one year in the future)                                          |
| Fry hatte kein Glück beim Pferderennen und erinnerte sich dadurch an sein siebenblättriges Kleeblatt, das er einmal, als er noch jung war, gefunden hatte und in seinem Haus versteckt hat. Leela, Fry und Bender begeben sich daraufhin ins alte New York auf die Suche nach dem Kleeblatt. Doch im alten Versteck ist das Kleeblatt nicht zu finden. Per Zufall entdecken sie später jedoch eine Statue von einem Phillip J. Fry, dem ersten Marsbesucher, mit dem Kleeblatt am Hemd. Fry denkt erst, dass sein Bruder seinen Namen geklaut hätte. Nach diversen Recherchen, finden sie heraus, wo dieser Philipp J. Fry beerdigt wurde. Während Bender das Grab aushob, entdeckt Fry die Inschrift auf dessen Stein. Diese besagt, dass es sich um den Sohn seines Bruders handelt. Er taufte seinen Sohn (Frys Neffen) zu Ehren seines Bruders auf Phillip J. Fry. |           |                                    |                                |                      |                                                          |               |               | |
| 37 | 3×9       | Bender unter Pinguinen             | The Birdbot of Ice-Catraz      | James Purdum         | Dan Vebber                                               | 4. März 2001  | 29. Juli 2002 | Jetzt mit Lachelin (Now with Chucklelin) |
| Prof. Farnsworth will die Crew auf eine Mission schicken, um einen mit schwarzer Materie-Öl gefüllten Transporter abzuschleppen. Leela ist die ganze Sache zu gefährlich. So wird Bender zum Kapitän vom Planet-Express-Raumschiff. Nach einem kleinen Streit mit Fry trinkt Bender keinen Alkohol und fliegt nüchtern (d. h. betrunken) das Schiff auf eine Eisscholle auf Pluto, wo alle Pinguine leben. Das ganze Öl läuft aus. Als Strafe muss Bender die Pinguine mit Hilfe einer Umweltorganisation putzen. Da Bender darauf jedoch keine große Lust hat, zieht er ein Jacket an, verkleinert sich durch Einziehen der Beine und taucht bei den Pinguinen unter. Durch einen Unfall erleidet er zudem einen Kurzschluss und startet neu – geladen wird die Verhaltensweise und Sprache der Pinguine. Währenddessen findet die Umweltorganisation heraus, dass das Öl zu einer erhöhten Vermehrung unter den Pinguinen führt, und diese drohen den Planeten zu übervölkern. Somit entscheiden sie sich, die Anzahl der Pinguine durch eine Jagd einzugrenzen. Auch Leela macht dort nach langem Zögern mit. Als sie auf einen Pinguin in der Masse zielt und mit geschlossenem Auge abdrückt, rennt sie sofort zum verletzten Pinguin und findet Bender. Durch den Schuss startet Bender erneut neu und wurde wieder normal. Doch wie sich rausstellt, hat Bender sich nicht nur den Pinguinen angepasst, sondern auch diese haben diverse Eigenschaften (fast menschliches Verhalten) von ihm übernommen. Daher fangen die Pinguine an Jagd auf die Menschen zu machen. So müssen Bender und Leela sofort fliehen. Als Fry, der das Planet-Express-Schiff übernahm, die beiden von einer Eisscholle rettet, werden die Pinguine, die ihnen bis dort gefolgt sind, von einem Schwertwal, der sich auf die gegenüberliegende Seite der Eisscholle legte, gefressen. Somit ist auch das Problem der Überbevölkerung gelöst. |           |                                    |                                |                      |                                                          |               |               | |
| 38 | 3×6       | Bender – bis über beide Ohren      | Bendless Love                  | Swinton O. Scott III | Eric Horsted                                             | 11. Feb. 2001 | 8. Juni 2002  | Aus den Schlagzeilen von morgen (Torn from tomorrow’s headlines)                                                                                 |
| Bender kann sein Verlangen zu biegen nicht mehr unterdrücken und nimmt als Streikbrecher einen Job als „Bieger“ an. Dort lernt er den weiblichen Roboter Angeline (Ex-Frau von Flexo) kennen. Bender trifft sich mit ihr, vermutet aber, dass sie immer noch in Flexo verliebt ist. Um ihre Treue zu testen, gibt sich Bender als Flexo aus, woraufhin sich Angeline erneut in Flexo verliebt. |           |                                    |                                |                      |                                                          |               |               | |
| 39 | 3×7       | Der Tag, an dem die Erde verdummte | The Day the Earth Stood Stupid | Mark Ervin           | Jeff Westbrook                                           | 18. Feb. 2001 | 15. Juni 2002 | 80 % Unterhaltung durch Lautstärke (80 % entertainment by volume)                                                                                |
| Diese Episode enthüllt den Hintergrund von Nibbler, welcher zu Leelas Enttäuschung zunächst einen Preis als das dümmste Tier gewinnt. Er gehört einer Rasse an, die bereits 17 Jahre vor dem Urknall existierte. Als Botschafter auf die Erde entsandt, versucht er, den Angriff eines uralten Feindes in Form von fliegenden Gehirnen abzuwehren, welcher alle Geschöpfe verdummt, damit kein neues Wissen entsteht. Die Verdummungsstrahlen wirken jedoch nicht auf Frys Gehirn. Ihm obliegt es jetzt als klügstem Menschen von allen, die Welt zu retten. |           |                                    |                                |                      |                                                          |               |               | |
| 40 | 3×8       | Zoidberg geht nach Hollywood       | That’s Lobstertainment!        | Bret Haaland         | Patric M. Verrone                                        | 25. Feb. 2001 | 22. Juni 2002 | Aus Kornkreisen dechiffriert (Deciphered from crop circles)                                                                                      |
| Die Geschichte beginnt mit einem Auftritt von Dr. Zoidberg als Entertainer. Seine Witze sind alles andere als komisch. Da erinnert er sich an seinen Onkel Harold Zoid, der früher einmal ein Comedy-Schauspieler war. Mit diesem trifft er sich dann in Hollywood, um von ihm zu lernen. Stattdessen drehen sie dann mit Calculon einen Film. Da der aber auf den Oscar bestand, den ihm Bender versprochen hatte, mussten sie sogar noch die Academy Awards betrügen. |           |                                    |                                |                      |                                                          |               |               | |
| 41 | 3×11      | In den Augen einer Waise           | The Cyber House Rules          | Susie Dietter        | Lewis Morton                                             | 1. Apr. 2001  | 13. Juli 2002 | Bitte erheben Sie sich zum Futurama-Titelsong (Please rise for the Futurama theme song)                                                          |
| Auf einem Treffen des Waisenhauses, in dem Leela aufgewachsen ist, trifft sie Adlay Adkins wieder, in den sie zu Waisenzeiten verliebt war. Dieser hat es mittlerweile zum Arzt gebracht und implantiert Leela ein zweites Auge, als Wiedergutmachung für frühere Hänseleien. Nachdem Leela nun normal aussieht, werden Sie und Adlay zu einem Paar. Doch dieses Glück währt nur, bis Leela entdeckt, dass Adlay sie nur wegen ihres normalen Aussehens mag. Darauf lässt sie die OP rückgängig machen und verlässt Adlay wieder. Unterdessen adoptiert Bender 12 Waisenkinder, da er dafür 100 $ pro Woche und Kind bekommt. Nachdem er jedoch feststellt, dass ihn diese 110 $ pro Woche kosten, gibt er sie wieder ab. |           |                                    |                                |                      |                                                          |               |               | |
| 42 | 4×6       | Vierzig Käfer westwärts            | Where the Buggalo Roam         | Pat Shinagawa        | J. Stewart Burns                                         | 3. März 2002  | 14. Dez. 2002 | Hergestellt mit Liebe von Monstern (Krafted with luv by monsters)                                                                                |
| Zum Mars-Tag geben die Mars Wongs eine große Grill-Party auf ihrer Ranch. Dazu laden sie auch den Freund ihrer Tochter Amy, Kif Kroker, ein, um ihn besser kennenzulernen. Kif mit seiner „knochenlosen“ Erscheinung gefällt den Wongs überhaupt nicht. Sie hegen große Abneigung gegen ihn und bringen das auch zum Ausdruck. Als bei einem Sandsturm alle Buggalos (große Käfer, die wie Kühe als Nutztiere gehalten werden) auf mysteriöse Art und Weise verschwinden, sehen sich die Wongs schon ruiniert. Doch Kif (um die Wongs zu beeindrucken) hat sich fest vorgenommen, die Herde zurückzuholen. Natürlich wird er von Fry, Leela, Amy und Bender begleitet. Als sie die Herde in einem Vulkan auftreiben scheint das Unternehmen geglückt, doch da erscheinen Mars-Ureinwohner, die auf Buggalos fliegend Amy entführen. Die übrigen entscheiden sich dafür, einen Buggalo als Lockvogel zu benutzen, und gelangen durch den Sandsturm in das Versteck der Ureinwohner. Diese beklagen sich darüber, dass sie den ganzen Planeten für eine lumpige Perle eingetauscht haben und wollen sich nun an der Geisel rächen, als bemerkt wird, dass es sich bei der Perle um einen riesigen Diamanten handelt. Schon sind alle Streitigkeiten geklärt und die Ureinwohner fliegen mit der „Perle“ und der Absicht einen neuen Planeten zu kaufen von dannen. |           |                                    |                                |                      |                                                          |               |               | |
| 43 | 3×12      | Roboter Roberto – Bankräuber       | Insane in the Mainframe        | Peter Avanzino       | Bill Odenkirk                                            | 8. Apr. 2001  | 20. Juli 2002 | Benders Humor von Microsoft Witz (Bender’s Humor by Microsoft Joke)                                                                              |
| Dr. Zoidberg feiert seine zehnjährige Betriebsangehörigkeit bei Planet Express. Dies bringt Fry dazu, über seine Altersvorsorge nachzudenken. Er will seine Ersparnisse, genau 100 Dollar, sinnvoll investieren. Also kauft er sich für 94 Dollar Lotterielose und hat wie immer kein Glück. Mit den restlichen 6 Dollar will er ein Bankkonto eröffnen. In der Bank treffen Fry und Bender einen alten Bekannten von Bender. Ungeschickterweise überfällt er gerade die Bank und flüchtet. Fry und Bender werden aber von der Polizei geschnappt und verhaftet. In der Gerichtsverhandlung werden Fry und Bender in eine Roboter-Nervenheilanstalt eingewiesen. Fry wird erst wieder entlassen, als er sich wie ein Roboter verhält. Bender und Roberto fliehen aus der Nervenheilanstalt und überfallen ein weiteres Mal dieselbe Bank. Zurück bei Planet Express nimmt der Roberto die ganze Crew in Geiselhaft. Fry jedoch schlägt ihn in die Flucht – durchs Fenster. Als Fry feststellt, dass er durch einen Schnitt am Arm blutet, wird er sich wieder bewusst, dass er ein Mensch ist. |           |                                    |                                |                      |                                                          |               |               | |
| 44 | 5×3       | Die Wurzel allen Übels             | The Route of All Evil          | Brian Sheesley       | Dan Vebber                                               | 8. Dez. 2002  | 5. Juni 2004  | Richtigstellung: Jede Ähnlichkeit mit aktuellen Robotern wäre echt cool (Disclaimer: Any resemblance to actual robots would be really cool)      |
| Professor Farnsworths geklonter Sohn Cubert und Dwight, der Sohn von Hermes, treiben den ganzen lieben langen Tag nur Unsinn. Um dies in Zukunft zu unterbinden, werden die beiden Jungs im Zuge einer erzieherischen Maßnahme dazu verdonnert, ihr eigenes Geld zu verdienen. Die Jungs gründen daraufhin eine Konkurrenzlieferfirma und ziehen tatsächlich Aufträge an Land. Sie werden so erfolgreich, dass sie sogar Planet Express übernehmen und somit ihre eigenen Väter arbeitslos machen. Bei einem Zeitungslieferauftrag übernehmen sie sich aber und können ihn nur durch die Hilfe ihrer Väter erfüllen, so dass sich schließlich alles wieder zum Guten wendet. |           |                                    |                                |                      |                                                          |               |               | |
| 45 | 3×13      | Bender auf Tour                    | Bendin’ in the Wind            | Ron Hughart          | Eric Horsted                                             | 22. Apr. 2001 | 27. Juli 2002 | Laut Bundesgesetz ist ein Kanalwechsel verboten (Federal law prohibits changing the channel)                                                     |
| Fry findet einen alten VW-Bus und will damit fahren. Da aber die fossilen Brennstoffe komplett aufgebraucht sind, müssen sie auf Wal-Öl aus der Dose umsteigen. Als Bender nach langem Zögern versucht, die Dose mit dem Dosenöffner zu öffnen, wird er dabei so schwer verletzt, dass er seine Arme und Beine nicht mehr bewegen kann. Im Krankenhaus trifft er auf den Musiker Beck, der ihn einlädt mit ihm durch die Staaten zu reisen, um Musik zu machen. Fry, Amy, Leela und Zoidberg fahren dem Tourbus mit ihrem alten VW-Bus im Hippie-Stil nach, um auf jedes Konzert von Bender zu gehen. Vor dem Konzert in San Francisco entdeckt Bender jedoch zufällig, dass seine Beweglichkeit zurückkehrt. Beim Auftritt versucht Bender dies erst zu vertuschen, doch als er sich in den Song reinsteigert, fängt er an zu tanzen. Statt dies zu erklären, klaut Bender den Scheck und verschwindet mit Fry, Amy, Leela und Zoidberg in ihrem VW-Bus. Auf einem Pier an der Golden Gate Bridge endet die Verfolgungsjagd, und Bender gibt den Scheck an Beck zurück. Bei der Verfolgungsjagd taucht mehrfach ein grünes Hovercar im New-Beetle-Design auf. Damit wird auf den US-Actionfilm Bullitt angespielt, in dem bei einer Verfolgungsjagd mehrfach hintereinander derselbe grüne VW Käfer zu sehen ist. |           |                                    |                                |                      |                                                          |               |               | |
| 46 | 3×14      | Wie die Zeit vergeht               | Time Keeps On Slippin’         | Chris Louden         | Ken Keeler                                               | 6. Mai 2001   | 3. Aug. 2002  | Um die Sendung korrekt zu sehen, jetzt die rote Pille nehmen (For proper viewing, take red pill now)                                             |
| Während Prof. Farnsworths Team im Central Park sonnenbadet, landet das Team der Globetrotters auf der Wiese und fordert die Erdenbevölkerung zum Basketballmatch heraus. Der Professor nimmt die Herausforderung an. Er hat ein Team aus nuklearen Mutanten geklont. Die allerdings sind noch zu klein, um in den nächsten Tagen dieses Match zu spielen. Also wird das Team zum Sturmnebel geschickt, um Chronotonen (Zeitpartikel) zu sammeln, welche die Mutanten altern lassen sollen. Das funktioniert auch, nur mitten im Basketballspiel fängt die Zeit an zu springen, wodurch das Erdenteam trotz großem Vorsprung das Spiel verliert. Immer wenn jemand von etwas spricht, das in der Zukunft liegt, springt die Zeit dorthin. Die Zeitsprünge sind durch ein Ungleichgewicht wegen der Chronotonenernte ausgelöst worden. Selbst das Verschieben des ganzen Sternennebels hilft nicht. Man merkt das daran, dass Leela Fry heiratet und kurz danach sieht man, dass sie sich scheiden lassen. Die Zeitsprünge hören erst auf, als der ganze Nebel mit einer „am Jüngsten Tag“-Bombe gesprengt wird. Fry fragt sich, was er gemacht hat, dass Leela ihn geheiratet hat. Fry (und nur er) sieht es kurz vor der Detonation. Er hatte „I love You Leela“ mit Sonnen in den Nebel geschrieben. Durch deren Gravitation sollte die des Nebels neutralisiert werden. |           |                                    |                                |                      |                                                          |               |               | |
| 47 | 3×15      | Date mit einem Roboter             | I Dated a Robot                | James Purdum         | Eric Kaplan                                              | 13. Mai 2001  | 10. Aug. 2002 | Bei der Produktion dieser Episode wurden keine Menschen [getestet/untersucht/ausgesondert] (No Humans were probed in the making of this episode) |
| Fry darf einmal einen halben Tag das machen, was er schon immer machen wollte. Dazu gehört auch, mit einer Berühmtheit auszugehen. Deshalb lädt er sich bei nappster.com einen Lucy-Liu-Roboter-herunter. Er verbringt die ganze Zeit mit seinem Roboter. Bender denkt, dass Fry ihm die Frauen wegnimmt, und geht zu Napster, um sich deswegen zu beschweren. Sie finden heraus, dass die echten Köpfe dort gefangen sind, und retten den Kopf von Liu. Napster hetzt ihnen dann eine ganze Horde von Robotern auf den Hals. Im Kino jedoch werden die Roboter, die zuvor jede Menge Maiskörner als Munition in sich aufnahmen, durch einen Strahler erhitzt, wodurch diese in Popkorn zerbarsten. Zuletzt musste auch Fry seinen Roboter formatieren. Nachdem er dies getan hatte, eröffneten Bender und Liu ihm ihre Liebe zueinander. |           |                                    |                                |                      |                                                          |               |               | |
| 48 | 4×10      | Eine Klasse für sich               | A Leela of Her Own             | Swinton O. Scott III | Patric M. Verrone                                        | 7. Apr. 2002  | 18. Jan. 2003 | Rubbeln Sie hier, um Ihren Preis zu enthüllen (Scratch here to reveal prize)                                                                     |
| Eine neue Pizzeria hat gegenüber dem Planet-Express-Gebäude geöffnet. Fry, Leela und Bender wollen die Fremdlinge willkommen heißen und gehen bei ihnen Pizza essen. Die Pizza ist so schlecht, dass Fry verspricht, ihnen beizubringen, wie man Pizza auf der Erde macht. Die wichtigste Sache dabei ist ein großer Fernseher, da amerikanische Familien während des Essens Fernsehen möchten, so dass sie nicht miteinander reden müssen. Als Fry den Fernseher einschaltet, wird gerade ein Major League Blernsball-Spiel der New New York Mets gesendet. Die Fremdlinge verstehen das Spiel überhaupt nicht. Daraufhin lädt Fry die Pizzeria auf ein Spiel gegen die Planet Express-Crew ein. Leela solle pitchen, was ihr aber nicht gelingt, da sie immer nur den Batter trifft. Das wiederum findet der Besitzer der New New York Mets recht witzig und engagiert Leela als Promotion Gag für die Mets. In ihrem ersten Spiel trifft sie nur den Batter, wodurch sie der Liebling der Zuschauer wird. Bei einer Autogrammstunde trifft Leela auf Jackie Anderson, die bei den NNYU Blernsball spielt. Jackie wirft Leela vor, dass sie es durch ihre Show weiblichen Athleten unmöglich macht, ernstgenommen zu werden. Daraufhin beschließt Leela, nicht als schlechteste Blernsballspielerin in die Geschichte einzugehen. In ihrem letzten Spiel trifft sie dann überraschenderweise auf Jackie Anderson, die ihren letzten Pitch dann in einen Blern verwandelte und Leelas Schicksal als schlechteste Blernsballspielerin besiegelt. |           |                                    |                                |                      |                                                          |               |               | |
| 49 | 4×7       | Der unvergessene Pharao            | A Pharaoh to Remember          | Mark Ervin           | Ron Weiner                                               | 10. März 2002 | 28. Dez. 2003 | Psst… Nach der Sendung große Party bei euch! (Psst… big party at your house after the show!)                                                     |
| Nachdem Bender das Gefühl bekommt, dass man ihn sehr schnell vergessen würde, verliert er die Lebenslust. Unter anderem führt zu diesem Gefühl, dass er nach einem Überfall auf ein Schwimmbad in den Fernsehnachrichten nicht genau beschrieben und eine von ihm mit Graffiti besprühte Mauer gesprengt wird. Doch geschockt von seiner Beerdigung, die er noch lebendig miterlebt, bleibt er am Leben (und mit ihm seine Angst vergessen zu werden). Auf einer Auslieferung eines Sandsteinblocks zu einem Planeten mit einer den alten Ägyptern ähnlichen Zivilisation werden Fry, Leela und Bender jedoch versklavt und müssen am Bau einer Pyramide mitarbeiten. Dabei kommt Bender die Erkenntnis, dass ein gequältes Volk einen grausamen Herrscher niemals vergessen wird. Deswegen manipuliert Bender nach dem Tod des Pharaos die Prophezeiung und wird neuer Pharao. Er lässt sich von den Sklaven eine Statue als Grabmal bauen, neben der die Pyramiden der anderen Pharaonen wie Kieselsteine aussehen. Leela und Fry bleiben Sklaven und müssen Bender auf ihren Schultern tragen. Als das Mausoleum fertig ist, findet Bender es sei zu groß geraten, man würde sich an die Statue, nicht an ihn erinnern, er will eine neue bauen lassen. Er wird daraufhin gestürzt und lebendig in seinem Mausoleum begraben. Fry und Leela wollen jedoch keine Grabbeigaben bleiben und sprengen die Statue: Alle drei können fliehen. |           |                                    |                                |                      |                                                          |               |               | |
| 50 | 4×3       | Geschichten von Interesse II       | Anthology of Interest II       | Bret Haaland         | Lewis Morton, David X. Cohen, Jason Gorbett, Scott Kirby | 6. Jan. 2002  | 23. Nov. 2002 | Hey, TiVo! Schlag folgendes vor! (Hey, TiVo! Suggest this!)                                                                                      |
| Geschichten von Interesse II besteht eigentlich aus 3 einzelnen Geschichten, die eine vom Professor erfundene „Was-wäre-wenn-Maschine“ zeigt. Die erste Frage stellt Bender, was wäre, wenn er ein Mensch wäre. Die Videosimulation beginnt, wie Bender auf einem Tisch liegt und an einer Maschine angeschlossen ist, die Bender in einen Menschen verwandeln soll. Dies gelingt Prof. Farnsworth mit dieser Maschine auch, und Bender wird zum Mensch. Mit diesem Durchbruch in der Roboter-Mensch-Technik will sich Prof. Farnsworth für den Nobelpreis bewerben. Doch Bender haut ab und feiert eine Woche lang wilde Partys mit viel Essen und Alkohol. Als Prof. Farnsworth Bender der Nobelpreis-Jury vorstellt, ist dieser unheimlich fett geworden, was die Jury nicht so toll findet und den Professor aus der Wissenschaftsakademie werfen will. Doch Bender öffnet ihre Herzen mit einer riesengroßen Party, auf der er stirbt. Die zweite Frage darf Fry stellen. Da er außer Videospiele spielen nichts gut kann, fragte er, wie es wäre, wenn die Welt mehr wie ein Videospiel wäre. Die Geschichte beginnt damit, wie Präsident Nixon (Präsident der Erde) mit Botschafter Kong (Donkey Kong) vom Planeten „Nintendo 64“ einen Vertrag unterzeichnet. Botschafter Kong wirft jedoch, nachdem Nixon den Vertrag unterzeichnet hat, ein Fass auf ihn und klettert das Haus hinauf und trampelt solange auf ihm rum, bis es einstürzt. Da Fry sich gut mit Videospielen auskennt, wird er zu General Pac-Man gerufen um ihm im Krieg gegen die Aliens vom Planeten Nintendo 64 zu helfen. Fry muss die Space Invaders aufhalten, was ihm aber nicht gelingt. Dem letzten Schiff gelingt es zu landen. Die Aliens wollen jedoch nicht die Welt erobern, sondern nur Quarters. Niemand will ihnen jedoch Quarters geben, da alle diese selbst brauchen um ihre Wäsche zu waschen. Man einigt sich dann darauf, dass die Aliens ihre Wäsche mitwaschen dürfen. Die dritte Frage stellt Leela. Sie stellt die Frage, die sie schon ihr ganzes Leben plagt. Was würde passieren, wenn sie ihr wahres Zuhause finden würde? Doch als der Professor die Maschine startet, schlägt er Leela versehentlich mit dem Starthebel bewusstlos. Die dann folgende Geschichte zeigt den Traum Leelas, eine Anspielung auf Der Zauberer von Oz. Die Geschichte beginnt mit einem Absturz von Leela mit dem Planet Express-Raumschiff auf einem sehr merkwürdigen und farbenfrohen Planeten. Sie ist gleich auf eine Hexe gestürzt, der sie dann die Stiefel stiehlt. Amy kommt als Fee angeflogen und sagt Leela, dass der Professor ihr Schiff reparieren könne. Auf dem Weg zum Professor trifft Leela auf Fry, der eigentlich eine Vogelscheuche ist. In der Hoffnung, dass der Professor ein Gehirn für ihn hat, geht er auch mit. Die beiden treffen auf Bender, der auch mit zum Professor kommt, um dort Alkohol zu bekommen. Die drei treffen noch auf Zoidberg, der auch den Professor sucht, um ein wenig extra Courage zu bekommen. Auf ihrem Weg zum Professor werden Fry, Bender und Leela jedoch von Moms Söhnen entführt und zu der bösen Hexe Mom gebracht, da die sich schon immer eine Tochter gewünscht hat. Zum Anstoßen auf die neuen Familienverhältnisse öffnet Bender eine Flasche Sekt und bespritzt Mom ein wenig damit. Diese schmilzt sofort dahin, da Hexen nicht mit Flüssigkeiten in Berührung kommen dürfen. Als sie nun nach einigen Umwegen endlich beim Professor ankommen, hat Leela einen Wunsch frei. Diesen nutzt sie, um sich zu wünschen, eine Hexe zu sein. In ihrer ersten Tat als Hexe verwandelt sie den Professor, Fry und Bender in Frösche. Die Toilette im oberen Stock, welche Zoidberg gerade benutzt, leckt jedoch und das Wasser ging genau auf Leela, was sie auch zum Schmelzen brachte. |           |                                    |                                |                      |                                                          |               |               | |
| 51 | 4×1       | Roswell gut – alles gut            | Roswell That Ends Well         | Rich Moore           | J. Stewart Burns                                         | 19. Dez. 2001 | 16. Feb. 2002 | Spaß für die ganze Familie ausgenommen Großmutter und Großvater (Fun for the whole family except grandma and grandpa)                            |
| Durch das ungeplante Zusammenwirken verschiedener Strahlungen reist das Planet-Express-Schiff durch die Zeit ins Jahr 1947; es landet nahe Roswell. Das US-Militär findet Zoidberg, verbringt ihn auf eine Militärbasis und examiniert ihn. Frys verursacht versehentlich den Tod seines eigenen Großvaters und schläft anschließend mit dessen Freundin, um sie zu trösten – so wird er zu seinem eigenen Großvater. Die Freunde befreien Zoidberg und kehren mithilfe des Mikrowellenradars der Basis ins Jahr 3002 zurück. |           |                                    |                                |                      |                                                          |               |               | |
| 52 | 4×8       | Der göttliche Bender               | Godfellas                      | Susie Dietter        | Ken Keeler                                               | 17. März 2002 | 4. Jan. 2003  | Bitte alle Handys und Tricorder ausschalten (Please turn off all cell phones and tricorders)                                                     |
| Bender geht im Weltall verschollen und wird zur Heimat einer Zivilisation winziger, menschenähnlicher Wesen, die ihn anbeten. Im Bemühen, ihre Bitten zu erhören, schädigt Bender sie immer wieder ungewollt, was letzten Endes zur Vernichtung der Gesellschaft führt. Dann trifft Bender im All auf ein gottähnliches Wesen, das ihn schließlich zur Erde zurückschickt. |           |                                    |                                |                      |                                                          |               |               | |
| 53 | 4×9       | Wer wird Millionär?                | Future Stock                   | Brian Sheesley       | Aaron Ehasz                                              | 31. März 2002 | 11. Jan. 2003 | Liebe es oder strafe es ab (Love it or shove it)                                                                                                 |
| Als Fry einen Yuppie aus den 80er Jahren des 20. Jahrhunderts mit zur Firma nimmt, kann er nicht ahnen, dass dieser sofort Farnsworths Chefsessel an sich reißt. Doch damit nicht genug: Der ehemalige Börsenmakler bietet Planet Express ausgerechnet dem größten Konkurrenten, einer unter Moms Leitung stehenden Firma, zum Verkauf an. Fry und seine Freunde sind empört – bis der Wert der Firmenaktie ins Unermessliche steigt und alle Mitarbeiter zu potenziellen Millionären macht! Um die Übernahme zu besiegeln, musste auch der Yuppie noch mit seinen Stimmen (Anzahl der Aktien) zustimmen. Doch kurz davor stirbt er an Knochinitis. Da dessen Anteile an Fry übergingen, konnte Fry die Übernahme letzten Endes verhindern. Er möchte lieber weiterhin mit seinen Kollegen arbeiten, als reich zu sein. Die Werte waren eh schon gefallen, als er Prof. Farnsworth als neuen Inhaber von Planet Express verkündete. |           |                                    |                                |                      |                                                          |               |               | |
| 54 | 4×11      | Das Kochduell                      | The 30 % Iron Chef             | Ron Hughart          | Jeff Westbrook                                           | 14. Apr. 2002 | 25. Jan. 2003 | Wenn zufällig beobachtet, Kotzvorgang einleiten (If accidentally watched, induce vomiting)                                                       |
| Benders große Leidenschaft ist das Kochen, auch wenn alle anderen aus der Crew seine Gerichte für schlichtweg ungenießbar halten. Als der Roboter den ehemaligen Meisterkoch Spargel kennenlernt, sieht er seine Chance gekommen, einiges in der Kunst der Speisenzubereitung dazuzulernen. Dummerweise stirbt Spargel noch vor dem Unterricht an einem von Benders Gerichten. In den letzten Atemzügen bittet der Koch Bender um einen großen Gefallen. Bei dem Kochduell gewinnt Bender durch eine vom Meisterkoch Spargel hinterlassene Zutat. Wie Farnsworth am Ende herausfand handelte es sich um LSD. |           |                                    |                                |                      |                                                          |               |               | |

## Gastauftritte
- Hank Aaron als er selbst in Eine Klasse für sich
- Bea Arthur als Femputer in Amazonen machen Snu Snu
- Hank Azaria als Harold Zoid in Zoidberg geht nach Hollywood
- Beck als er selbst in Bender auf Tour
- Coolio als Kwanzaabot in Alle Jahre wieder
- Jan Hooks als Angleyne in Bender – bis über beide Ohren
- Lucy Liu als sie selbst in Date mit einem Roboter
- Bob Uecker als er selbst in Eine Klasse für sich

## Veröffentlichung

### Fernsehen
Am 21. Januar 2001 lief mit Im Reich der Parasiten zum ersten Mal eine Episode der dritten Produktionsstaffel von Futurama im Fernsehen. Der US-amerikanische Sender Fox veröffentlichte die 22 Episoden dieser Staffel jedoch nicht zusammenhängend. Zwölf strahlte er zusammen mit drei Episoden der zweiten Produktionsstaffel als dritte Sendestaffel aus. Neun weitere Episoden formen zusammen mit drei Episoden der vierten Produktionsstaffel die vierte Sendestaffel. Die verbleibende Episode, Die Wurzel allen Übels, wurde zunächst gar nicht gesendet und erst am 18. Dezember 2002 als Teil der fünften Sendestaffel veröffentlicht.
Die dritte und vierte Sendestaffel waren von unregelmäßigen Ausstrahlungen und Änderungen der Reihenfolge der Episoden geprägt. Beispielsweise zeigte Fox in den ersten drei Monaten der dritten Sendestaffel nur vier Episoden.

### Heimkino
Futurama wurde in der Reihenfolge und Staffeleinteilung der Produktion auf DVD und anderen Speichermedien veröffentlicht. Die dritte Produktionsstaffel war als Futurama: Volume Three ab dem 9. März 2004 in den USA erhältlich. Sie erschien in einem Boxset aus vier DVDs, alternativ aus vier VHS-Kassetten. In späteren Veröffentlichungen änderte sich die Schreibweise in Futurama: Volume 3.

## Auszeichnungen

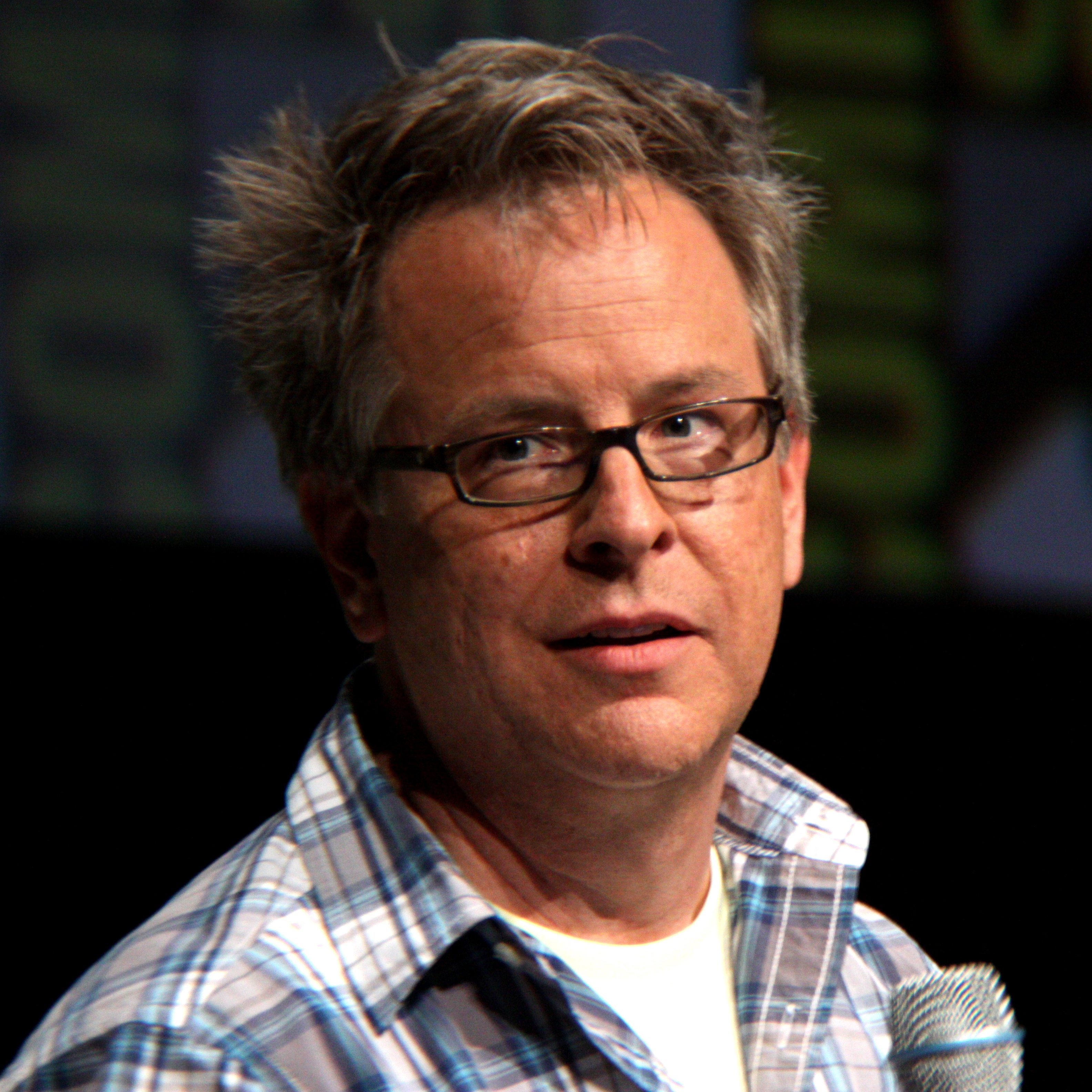
Rich Moore wurde für die Episode Roswell gut – alles gut 2002 mit dem Annie Award als bester Regisseur einer Zeichentrick-Produktion ausgezeichnet. Die Episode gewann außerdem einen Emmy als beste nicht-abendfüllende Zeichentrick-Sendung.

Bei der Primetime-Emmy-Verleihung 2001 war Futurama für zwei Emmys nominiert, von denen die Serie einen gewann: In der Kategorie Outstanding Animated Program (For Programming Less Than One Hour) war die Episode Amazonen machen Snu Snu vorgeschlagen, in der Kategorie Outstanding Individual Achievement in Animation Rodney Clouden mit der Episode Im Reich der Parasiten, für die er das Storyboard gezeichnet hatte. Während die erstgenannte Kategorie an die Simpsons-Episode Der berüchtigte Kleinhirn-Malstift ging, gewann Clouden den Preis.
2002 wurde die Episode Roswell gut – alles gut mit einem Emmy in der Kategorie Outstanding Animated Program (For Programming Less Than One Hour) ausgezeichnet.
Bei den Annie Awards 2001 wurde Futurama zweimal ausgezeichnet: Ron Weiner erhielt den Preis in der Kategorie Outstanding Individual Achievement for Writing in an Animated Television Production für das Drehbuch zur Episode Das Glück des Philip J. Fry, John DiMaggio entschied dank seiner Leistungen als Sprecher von Bender in der Episode Bender – bis über beide Ohren die Kategorie Outstanding Individual Achievement for Voice Acting by a Male Performer in an Animated Television Production für sich.
Im Jahr darauf wurde Rich Moores Regieführung an Roswell gut – alles gut mit einem Annie Award in der Kategorie Directing in an Animated Television Production gewürdigt.
Ken Keeler wurde 2003 für sein Drehbuch zur Episode Der göttliche Bender mit einem WGA Award in der Kategorie Animation ausgezeichnet.